# Anders Lundqvist (journalist)
Anders Ragnar Lundqvist, född 29 januari 1990 i Kusfors, Norsjö kommun, är en svensk journalist.

## Biografi
Lundqvist är utbildad journalist vid Luleå Tekniska universitet och med en master i grävande journalistik vid Göteborgs universitet.
Han vann guldspaden 2020 för sin granskning av det kommunala bolaget Affärsverken och deras köp av en skärgårdsbåt, ett reportage som även nominerades till guldörat. Noterbara granskningar förutom guldspadegrävet är bland annat reportage om den illegala sandhandeln för The Guardian  samt granskning av kommunala mutresor för P4 Blekinge.
Han har frilansat för bland annat The Guardian, Faktum och Norran
Under sex år arbetade han för bland annat P4 Blekinge, Ekot och Kaliber Sveriges Radio där han bland annat granskade batterijätten Northvolt, matjätten Foodora och läkemedelsindustrin.
Sedan hösten 2023 arbetar han på Hem & Hyra.